# Cis castlei
Cis castlei är en skalbaggsart som först beskrevs av Dury 1917.  Cis castlei ingår i släktet Cis och familjen trädsvampborrare. Inga underarter finns listade i Catalogue of Life.